# Andrija Fijan
Andrija Fijan (Zagreb, 4. rujna 1851. – Zagreb, 26. rujna 1911.), hrvatski kazališni glumac i redatelj.

## Životopis
Rođen je u Zagrebu u obitelji kazališnoga krojača. Prvi put nastupa na zagrebačkoj pozornici 1873. kao dragovoljac, a od 1878. do 1909. stalni je član Hrvatskoga narodnoga kazališta. 1898. godine postaje ravnatelj drame, a 1907. kazališni intendant. 
U svoju karijeru ugradio je gotovo petsto odigranih uloga širokoga raspona, a ostalo je zabilježeno da je bio najbolji hrvatski izvođač Shakespearea.  Nastupao je u mnogim djelima tadašnjega zabavnoga repertoara i bio česti partner Mariji Ružički-Strozzi. Tijekom 38 godina glume, osim u repertoaru klasika i romantika, pokazao je puno majstorstvo i u tada novim naturalističkim dramama, ponajprije ruskih pisaca, a potom i u dramama Ibsena, Björnsona i Hauptmana. Bio je najistaknutiji predstavnik takozvanoga „deklamatorskoga stila” u hrvatskomu kazalištu, a Branko Gavella nazvao ga je „arhitepom glumca”.